# Жареный Бугор
Жа́реный Буго́р — посёлок в Красноярском районе Самарской области, входит в состав сельского поселения Светлое Поле.

## География
Посёлок находится на расстоянии примерно 7 км (по прямой) к северо-западу от села Красный Яр, административного центра района.

### Часовой пояс
Посёлок Жареный Бугор, как и вся Самарская область, находится в часовой зоне МСК+1. Смещение применяемого времени относительно UTC составляет +4:00.

## Население
| 2010 |
| ---- |
| 237  |

### Национальный состав
Согласно результатам переписи 2002 года, в национальной структуре населения русские составляли 84 % из 185 чел.

## Достопримечательности
В посёлке расположен загородный центр «Циолковский».